# Espansioni di Magic: l'Adunanza
Queste sono le tabelle dei vari set di espansione del gioco di carte collezionabili Magic: l'Adunanza, edito da Wizards of the Coast. Un set di espansione è una lista di nuove carte, che vanno ad aggiungersi a quelle già esistenti per sviluppare e rendere sempre più vario il gioco, spesso introducendo anche regole completamente nuove.
La Wizards of the Coast stampa le carte di magic in set base (o core set) e in set di espansione (detti semplicemente espansioni). La differenza fra i due tipi è che i set base (costituiti da 295 a 449 carte), contengono solo carte che sono già state stampate in precedenza, con l'eccezione del set base Alpha, che fu il primo set del gioco. Sono in pratica delle raccolte di carte dalle regole non troppo elaborate che illustrano il mondo di magic nella sua totalità, e costituiscono la base del gioco. I set di espansione invece (che vanno dalle 92 carte di Arabian Nights alle 422 di Spirale Temporale), ampliano il gioco aggiungendo carte completamente nuove. Da notare che le espansioni sono sempre state stampate con il bordo delle carte nero, mentre i set base esclusa la Prima Edizione (Alpha più Beta), detta Limited Edition, sempre con il bordo bianco, fino alla Decima Edizione, stampata a bordo nero come le espansioni. A partire da Magic 2010 anche nei set base vengono stampate un certo numero di carte inedite, affiancate a quelle già comparse in altri set.
Le espansioni a partire da Era Glaciale sono state messe in commercio in blocchi o cicli di tre. Queste trilogie sono costituite da una grande espansione di oltre 300 carte seguita da due piccoli set di meno di 200 carte. L'espansione più grande di ogni blocco, come i set base, contiene delle terre base.
Tutte le espansioni, e tutti i set base a partire dalla Sesta Edizione, sono caratterizzati da un proprio simbolo di espansione, stampato in tutte le carte del set sul lato destro, fra il box del testo e l'immagine della carta. Dall'espansione Esodo i simboli hanno anche assunto una colorazione che codifica la rarità della carta: il simbolo di una carta comune è nero, di una non comune è d'argento e di una rara è d'oro. Spirale Temporale include anche una serie di carte cosiddette “cronotraslate” che presentano il proprio simbolo color porpora, a indicare una rarità ulteriore alle carte rare. A partire dall'espansione Frammenti di Alara è stato introdotto un nuovo livello di rarità: le rare mitiche, otto volte più difficili da trovare delle rare tradizionali, il simbolo dell'espansione di queste carte è di color bronzo.
La Wizards of the Coast assegna ad ogni espansione ancora in via di progettazione un nome in codice, e un codice espansione di tre lettere per identificare ogni set.

## Set Base
| Set                      | Simbolo | Descrizione Simbolo                                   | Codice Espansione | Data della Pre-release | Data di distribuzione | Dimensioni   | Dimensioni | Dimensioni | Dimensioni | Dimensioni   | Dimensioni | Dimensioni |
| Set                      | Simbolo | Descrizione Simbolo                                   | Codice Espansione | Data della Pre-release | Data di distribuzione | Carte Totali | Comuni     | Non Comuni | Rare       | Rare Mitiche | Terre Base | Altre      |
| ------------------------ | ------- | ----------------------------------------------------- | ----------------- | ---------------------- | --------------------- | ------------ | ---------- | ---------- | ---------- | ------------ | ---------- | ---------- |
| Limited Edition Alpha    | —       | nessuno                                               | LEA               | nessuna                | 5 agosto 1993         | 295          | 74         | 95         | 116        | —            | 10         | —          |
| Limited Edition Beta     | —       | nessuno                                               | LEB               | nessuna                | ottobre 1993          | 302          | 75         | 95         | 117        | —            | 15         | —          |
| Unlimited Edition        | —       | nessuno                                               | 2ED               | nessuna                | dicembre 1993         | 302          | 75         | 95         | 117        | —            | 15         | —          |
| Revised Edition          | —       | nessuno                                               | 3ED               | nessuna                | aprile 1994           | 306          | 75         | 95         | 121        | —            | 15         | —          |
| Quarta Edizione          | —       | nessuno                                               | 4ED               | nessuna                | aprile 1995           | 378          | 121        | 121        | 121        | —            | 15         | —          |
| Quinta Edizione          | —       | nessuno                                               | 5ED               | nessuna                | 24 marzo 1997         | 449          | 165        | 132        | 132        | —            | 20         | —          |
| Sesta Edizione (Classic) |         | il numero sei in cifre romane                         | 6ED               | nessuna                | 28 aprile 1999        | 350          | 110        | 110        | 110        | —            | 20         | —          |
| Settima Edizione         |         | il numero sette in cifre arabe                        | 7ED               | nessuna                | 11 aprile 2001        | 350          | 110        | 110        | 110        | —            | 20         | —          |
| Ottava Edizione          |         | il numero otto in cifre arabe sovrapposto a tre carte | 8ED               | nessuna                | 28 luglio 2003        | 357          | 110        | 110        | 110        | —            | 20         | 7          |
| Nona Edizione            |         | il numero nove in cifre arabe sovrapposto a tre carte | 9ED               | nessuna                | 29 luglio 2005        | 359          | 110        | 110        | 110        | —            | 20         | 9          |
| Decima Edizione          |         | il numero dieci in cifre romane                       | 10E               | nessuna                | 14 luglio 2007        | 383          | 121        | 121        | 121        | —            | 20         | —          |
| Magic 2010               |         | una targa con scritto "M10"                           | M10               | nessuna                | 17 luglio 2009        | 249          | 101        | 60         | 53         | 15           | 20         | —          |
| Magic 2011               |         | una targa con scritto "M11"                           | M11               | 10 luglio 2010         | 16 luglio 2010        | 249          | 101        | 60         | 53         | 15           | 20         | —          |
| Magic 2012               |         | una targa con scritto "M12"                           | M12               | 9 luglio 2011          | 15 luglio 2011        | 249          | 101        | 60         | 53         | 15           | 20         | —          |
| Magic 2013               |         | una targa con scritto "M13"                           | M13               | 7 luglio 2012          | 13 luglio 2012        | 249          | 101        | 60         | 53         | 15           | 20         | —          |
| Magic 2014               |         | una targa con scritto "M14"                           | M14               | 13 luglio 2013         | 19 luglio 2013        | 249          | 101        | 60         | 53         | 15           | 20         | —          |
| Magic 2015               |         | una targa con scritto "M15"                           | M15               | 12 luglio 2014         | 18 luglio 2014        | 269          | 101        | 80         | 53         | 15           | 20         | 15         |
| Magic Origins            |         | un sole che sorge all'interno di un semicerchio       | ORI               | 11 luglio 2015         | 17 luglio 2015        | 272          | 101        | 80         | 55         | 16           | 20         | 16         |
| Set Base 2019            |         | una targa con scritto "M19"                           | M19               | 7 luglio 2018          | 13 luglio 2018        | 280          | 111        | 80         | 53         | 16           | 20         | —          |
| Set Base 2020            |         | una targa con scritto "M20"                           | M20               | 5 luglio 2019          | 12 luglio 2019        | 321          | 152        | 86         | 65         | 21           | 20         | —          |
| Set Base 2021            |         | una targa con scritto "M21"                           | M21               | 26 giugno 2020         | 2 luglio 2020         | 274          | 111        | 80         | 53         | 15           | 15         | —          |

## Set di Espansione
A partire da Alleanze, venne dato alle espansioni un nome in codice da utilizzare durante lo sviluppo delle stesse, quando ancora non si è scelto il nome definitivo per l'espansione. In genere i nomi in codice delle espansioni di uno stesso blocco formano una frase o sono accomunati da uno stesso tema.
Molti vecchi set di espansione non hanno un'esatta data di distribuzione, diventavano disponibili nell'arco di una settimana e i negozi vendevano le carte appena le ricevevano.
Tutte le espansioni, a partire dalle Origini, hanno una data di "pre-release", che in genere precede di una settimana (due in passato) la data di uscita ufficiale, durante la quale le nuove carte vengono vendute in quantità limitata e vengono organizzati i cosiddetti "tornei di pre-release".
| Set                                                  | Simbolo | Descrizione del Simbolo                                                    | Codice Espansione | Nome in codice                  | Data della Pre-release    | Data di distribuzione | Dimensioni   | Dimensioni | Dimensioni | Dimensioni | Dimensioni   | Dimensioni | Dimensioni |
| Set                                                  | Simbolo | Descrizione del Simbolo                                                    | Codice Espansione | Nome in codice                  | Data della Pre-release    | Data di distribuzione | Carte Totali | Comuni     | Non Comuni | Rare       | Rare Mitiche | Terre Base | Altre      |
| ---------------------------------------------------- | ------- | -------------------------------------------------------------------------- | ----------------- | ------------------------------- | ------------------------- | --------------------- | ------------ | ---------- | ---------- | ---------- | ------------ | ---------- | ---------- |
| Arabian Nights                                       |         | Una scimitarra                                                             | ARN               | -                               | -                         | dicembre 1993         | 92           | 40         | 19         | 32         | —            | 1          | —          |
| Antiquities                                          |         | Un'incudine                                                                | ATQ               | -                               | -                         | marzo 1994            | 100          | 30         | 44         | 26         | —            | —          | —          |
| Leggende                                             |         | Un capitello dorico                                                        | LEG               | -                               | -                         | giugno 1994           | 310          | 75         | 114        | 121        | —            | —          | —          |
| L'Oscurità                                           |         | Una sottile luna crescente                                                 | DRK               | -                               | -                         | agosto 1994           | 119          | 40         | 44         | 35         | —            | —          | —          |
| Fallen Empires                                       |         | Una corona                                                                 | FEM               | -                               | -                         | novembre 1994         | 187          | 121        | 30         | 36         | —            | —          | —          |
| Origini                                              |         | Il pianeta di Ulgrotha                                                     | HML               | -                               | 14 ottobre 1995           | ottobre 1995          | 140          | 50         | 47         | 43         | —            | —          | —          |
| Ciclo o Blocco di Era Glaciale                       |         |                                                                            |                   |                                 |                           |                       |              |            |            |            |              |            |            |
| Era Glaciale                                         |         | Un fiocco di neve                                                          | ICE               | -                               | -                         | giugno 1995           | 383          | 121        | 121        | 121        | —            | 20         | —          |
| Alleanze                                             |         | Uno stendardo svolazzante                                                  | ALL               | Quack                           | 18 maggio 1996            | 10 giugno 1996        | 199          | 110        | 43         | 46         | —            | —          | —          |
| Ondata Glaciale                                      |         | Un trio di stalattiti di ghiaccio                                          | CLD               | Splat                           | 8 luglio 2006             | 21 luglio 2006        | 155          | 60         | 55         | 40         | —            | —          | —          |
| Ciclo o Blocco di Mirage                             |         |                                                                            |                   |                                 |                           |                       |              |            |            |            |              |            |            |
| Mirage                                               |         | Una palma                                                                  | MIR               | Sosumi                          | 21 settembre 1996         | 8 ottobre 1996        | 350          | 110        | 110        | 110        | —            | 20         | —          |
| Visioni                                              |         | Il Triangolo della guerra di Zhalfir / Lettera V stilizzata                | VIS               | Mirage Jr.                      | 11 gennaio 1997           | 3 febbraio 1997       | 167          | 62         | 55         | 50         | —            | —          | —          |
| Cavalcavento                                         |         | Il Tomo di Thran, un libro aperto                                          | WTH               | Mochalatte                      | 31 maggio 1997            | 9 giugno 1997         | 167          | 62         | 55         | 50         | —            | —          | —          |
| Ciclo di Rath o Blocco di Tempesta                   |         |                                                                            |                   |                                 |                           |                       |              |            |            |            |              |            |            |
| Tempesta                                             |         | Una nuvola tempestosa                                                      | TMP               | Bogavhati                       | 4 ottobre 1997            | 14 ottobre 1997       | 350          | 110        | 110        | 110        | —            | 20         | —          |
| Fortezza                                             |         | Una saracinesca                                                            | STH               | Rachimulot                      | 21 febbraio 1998          | 2 marzo 1998          | 143          | 55         | 44         | 44         | —            | —          | —          |
| Esodo                                                |         | Un ponte                                                                   | EXO               | Gorgonzola                      | 6 giugno 1998             | 15 giugno 1998        | 143          | 55         | 44         | 44         | —            | —          | —          |
| Ciclo degli Artefatti o Blocco di Urza               |         |                                                                            |                   |                                 |                           |                       |              |            |            |            |              |            |            |
| Saga di Urza                                         |         | Due ingranaggi                                                             | USG               | Armadillo                       | 3 ottobre 1998            | 12 ottobre 1998       | 350          | 110        | 110        | 110        | —            | 20         | —          |
| Eredità di Urza                                      |         | Un martello                                                                | ULG               | Guacamole                       | 6 febbraio 1999           | 15 febbraio 1999      | 143          | 55         | 44         | 44         | —            | —          | —          |
| Destino di Urza                                      |         | Una beuta                                                                  | UDS               | Chimichanga                     | 29 maggio 1999            | 7 giugno 1999         | 143          | 55         | 44         | 44         | —            | —          | —          |
| Ciclo delle Maschere o Blocco di Mercadia            |         |                                                                            |                   |                                 |                           |                       |              |            |            |            |              |            |            |
| Maschere di Mercadia                                 |         | Una maschera                                                               | MMQ               | Archimedes                      | 25 settembre 1999         | 4 ottobre 1999        | 350          | 110        | 110        | 110        | —            | 20         | —          |
| Nemesis                                              |         | L'alabarda appuntita impugnata da Crovax                                   | NMS               | Euripides                       | 5 febbraio 2000           | 14 febbraio 2000      | 143          | 55         | 44         | 44         | —            | —          | —          |
| Profezia                                             |         | Tre cristalli                                                              | PCY               | Dionysus                        | 27 maggio 2000            | 5 giugno 2000         | 143          | 55         | 44         | 44         | —            | —          | —          |
| Ciclo o Blocco di Invasione                          |         |                                                                            |                   |                                 |                           |                       |              |            |            |            |              |            |            |
| Invasione                                            |         | Il simbolo della Coalizione                                                | INV               | Beijing                         | 23 settembre 2000         | 2 ottobre 2000        | 350          | 110        | 110        | 110        | —            | 20         | —          |
| Congiunzione                                         |         | Un portale turbinante                                                      | PLS               | Hong Kong                       | 27 gennaio 2001           | 5 febbraio 2001       | 143          | 55         | 44         | 44         | —            | —          | —          |
| Apocalisse                                           |         | La maschera di Yawgmoth                                                    | APC               | Shanghai                        | 26 maggio 2001            | 4 giugno 2001         | 143          | 55         | 44         | 44         | —            | —          | —          |
| Ciclo o Blocco di Odissea                            |         |                                                                            |                   |                                 |                           |                       |              |            |            |            |              |            |            |
| Odissea                                              |         | Il Mirari                                                                  | ODY               | Argon                           | 22 settembre 2001         | 1º ottobre 2001       | 350          | 110        | 110        | 110        | —            | 20         | —          |
| Tormento                                             |         | Un uroboro                                                                 | TOR               | Boron                           | 26 gennaio 2002           | 4 febbraio 2002       | 143          | 55         | 44         | 44         | —            | —          | —          |
| Sentenza                                             |         | Una bilancia                                                               | JUD               | Carbon                          | 18 maggio 2002            | 27 maggio 2002        | 143          | 55         | 44         | 44         | —            | —          | —          |
| Ciclo o Blocco di Assalto                            |         |                                                                            |                   |                                 |                           |                       |              |            |            |            |              |            |            |
| Assalto                                              |         | Una creatura "Metamorfosi" con quattro zampe                               | ONS               | Manny                           | 28 settembre 2002         | 7 ottobre 2002        | 350          | 110        | 110        | 110        | —            | 20         | —          |
| Legioni                                              |         | Due lance incrociate dietro a uno scudo                                    | LGN               | Moe                             | 25 gennaio 2003           | 3 febbraio 2003       | 145          | 55         | 45         | 45         | —            | —          | —          |
| Flagello                                             |         | La maschera di un drago                                                    | SCG               | Jack                            | 17 maggio 2003            | 26 maggio 2003        | 143          | 55         | 44         | 44         | —            | —          | —          |
| Ciclo o Blocco di Mirrodin                           |         |                                                                            |                   |                                 |                           |                       |              |            |            |            |              |            |            |
| Mirrodin                                             |         | La spada di Kaldra                                                         | MRD               | Bacon                           | 20 settembre 2003         | 2 ottobre 2003        | 306          | 110        | 88         | 88         | —            | 20         | —          |
| Darksteel                                            |         | Lo scudo di Kaldra                                                         | DST               | Lettuce                         | 24 gennaio 2004           | 6 febbraio 2004       | 165          | 55         | 55         | 55         | —            | —          | —          |
| Quinta Alba                                          |         | L'elmo di Kaldra                                                           | 5DN               | Tomato                          | 22 maggio 2004            | 4 giugno 2004         | 165          | 55         | 55         | 55         | —            | —          | —          |
| Ciclo degli Spiriti o Blocco di Kamigawa             |         |                                                                            |                   |                                 |                           |                       |              |            |            |            |              |            |            |
| Campioni di Kamigawa                                 |         | Un torii                                                                   | CHK               | Earth                           | 18 settembre 2004         | 1º ottobre 2004       | 306          | 110        | 88         | 88         | —            | 20         | —          |
| Traditori di Kamigawa                                |         | Uno shuriken                                                               | BOK               | Wind                            | 22 gennaio 2005           | 4 febbraio 2005       | 165          | 55         | 55         | 55         | —            | —          | —          |
| Liberatori di Kamigawa                               |         | Una lanterna in stile giapponese                                           | SOK               | Fire                            | 21 maggio 2005            | 3 giugno 2005         | 165          | 55         | 55         | 55         | —            | —          | —          |
| Ciclo o Blocco di Ravnica                            |         |                                                                            |                   |                                 |                           |                       |              |            |            |            |              |            |            |
| Ravnica: Città delle Gilde                           |         | Una torre in stile gotico                                                  | RAV               | Control                         | 24 settembre 2005         | 7 ottobre 2005        | 306          | 110        | 88         | 88         | —            | 20         | —          |
| Patto delle Gilde                                    |         | Il simbolo del “Patto delle Gilde”                                         | GPT               | Alt                             | 21 gennaio 2006           | 3 febbraio 2006       | 165          | 55         | 55         | 55         | —            | —          | —          |
| Discordia                                            |         | Il simbolo distrutto del “Patto delle Gilde”                               | DIS               | Delete                          | 22 aprile 2006            | 5 maggio 2006         | 180          | 60         | 60         | 60         | —            | —          | —          |
| Ciclo o Blocco di Spirale Temporale                  |         |                                                                            |                   |                                 |                           |                       |              |            |            |            |              |            |            |
| Spirale Temporale                                    |         | Una clessidra                                                              | TSP/TSB           | Snap                            | 23 settembre 2006         | 6 ottobre 2006        | 422          | 121        | 80         | 80         | —            | 20         | 121        |
| Caos Dimensionale                                    |         | Lettere "PC" stilizzate / Nastro di Möbius                                 | PLC               | Crackle                         | 20 gennaio 2007           | 2 febbraio 2007       | 165          | 60         | 55         | 50         | —            | —          | —          |
| Visione Futura                                       |         | Un occhio che guarda attraverso un portale                                 | FUT               | Pop                             | 21 aprile 2007            | 4 maggio 2007         | 180          | 60         | 60         | 60         | —            | —          | —          |
| Ciclo o Blocco di Lorwyn                             |         |                                                                            |                   |                                 |                           |                       |              |            |            |            |              |            |            |
| Lorwyn                                               |         | "Lama di foglia" elfica con un lato seghettato                             | LRW               | Peanut                          | 29 settembre 2007         | 12 ottobre 2007       | 301          | 121        | 80         | 80         | —            | 20         | —          |
| Aurora                                               |         | Alba / Una fiamma                                                          | MOR               | Butter                          | 19 gennaio 2008           | 1º febbraio 2008      | 150          | 60         | 40         | 50         | —            | —          | —          |
| Ciclo o Blocco di Landa Tenebrosa                    |         |                                                                            |                   |                                 |                           |                       |              |            |            |            |              |            |            |
| Landa Tenebrosa                                      |         | Corona del Re Mietitore                                                    | SHM               | Jelly                           | 19 aprile 2008            | 2 maggio 2008         | 301          | 121        | 80         | 80         | —            | 20         | —          |
| Vespro                                               |         | Sole eclissato                                                             | EVE               | Doughnut                        | 12 luglio 2008            | 25 luglio 2008        | 180          | 60         | 60         | 60         | —            | —          | —          |
| Ciclo o Blocco di Alara                              |         |                                                                            |                   |                                 |                           |                       |              |            |            |            |              |            |            |
| Frammenti di Alara                                   |         | Una gemma divisa in cinque parti                                           | ALA               | Rock                            | 27 settembre 2008         | 3 ottobre 2008        | 249          | 101        | 60         | 53         | 15           | 20         | —          |
| Conflux                                              |         | Uno scudo diviso in cinque parti                                           | CON               | Paper                           | 31 gennaio 2009           | 6 febbraio 2009       | 145          | 60         | 40         | 35         | 10           | —          | —          |
| Rinascita di Alara                                   |         | Una gemma con cinque ramificazioni                                         | ARB               | Scissors                        | 25 aprile 2009            | 30 aprile 2009        | 145          | 60         | 40         | 35         | 10           | —          | —          |
| Ciclo o Blocco di Zendikar                           |         |                                                                            |                   |                                 |                           |                       |              |            |            |            |              |            |            |
| Zendikar                                             |         | Un edro                                                                    | ZEN               | Live                            | 26 settembre 2009         | 2 ottobre 2009        | 249          | 101        | 60         | 53         | 15           | 20         | —          |
| Worldwake                                            |         | Un edro in fase di apertura                                                | WWK               | Long                            | 30 gennaio 2010           | 5 febbraio 2010       | 145          | 60         | 40         | 35         | 10           | —          | —          |
| Ascesa degli Eldrazi                                 |         | Un edro completamente aperto                                               | ROE               | Prosper                         | 17 aprile 2010            | 23 aprile 2010        | 248          | 100        | 60         | 53         | 15           | 20         | —          |
| Ciclo o Blocco di Cicatrici di Mirrodin              |         |                                                                            |                   |                                 |                           |                       |              |            |            |            |              |            |            |
| Cicatrici di Mirrodin                                |         | Un esagono tagliato su un lato, racchiuso all'interno di un cerchio        | SOM               | Lights                          | 25 settembre 2010         | 1º ottobre 2010       | 249          | 101        | 60         | 53         | 15           | 20         | —          |
| Mirrodin Assediato                                   |         | Il simbolo di Phyrexia sovrapposto al simbolo di Mirran                    | MBS               | Camera                          | 29 gennaio 2011           | 4 febbraio 2011       | 155          | 60         | 40         | 35         | 10           | 10         | —          |
| Nuova Phyrexia                                       |         | La lettera Phi, simbolo di Phyrexia                                        | NPH               | Action                          | 7-8 maggio 2011           | 13 maggio 2011        | 175          | 60         | 60         | 35         | 10           | 10         | —          |
| Ciclo o Blocco di Innistrad                          |         |                                                                            |                   |                                 |                           |                       |              |            |            |            |              |            |            |
| Innistrad                                            |         | Due aironi stilizzati rivolti verso l'esterno                              | ISD               | Shake                           | 24 settembre 2011         | 30 settembre 2011     | 264          | 107        | 67         | 59         | 16           | 15         | —          |
| Ascesa Oscura                                        |         | Simbolo di Innistrad capovolto all'interno                                 | DKA               | Rattle                          | 28 gennaio 2012           | 3 febbraio 2012       | 158          | 64         | 44         | 38         | 12           | —          | —          |
| Ritorno di Avacyn                                    |         | Il collare di Avacyn                                                       | AVR               | Roll                            | 28 aprile 2012            | 4 maggio 2012         | 244          | 101        | 60         | 53         | 15           | 15         | —          |
| Ciclo o Blocco di Ritorno a Ravnica                  |         |                                                                            |                   |                                 |                           |                       |              |            |            |            |              |            |            |
| Ritorno a Ravnica                                    |         | Simbolo delle cinque gilde dell'espansione                                 | RTR               | Hook                            | 29 settembre 2012         | 5 ottobre 2012        | 274          | 101        | 80         | 53         | 15           | 25         | —          |
| Irruzione                                            |         | Arco a sesto acuto                                                         | GTC               | Line                            | 26 gennaio 2013           | 1º febbraio 2013      | 249          | 101        | 80         | 53         | 15           | —          | —          |
| Labirinto del Drago                                  |         | I simboli di Ritorno a Ravnica e Irruzione sovrapposti                     | DGM               | Sinker                          | 28 aprile 2013            | 3 maggio 2013         | 156          | 70         | 40         | 35         | 11           | —          | —          |
| Ciclo o Blocco di Theros                             |         |                                                                            |                   |                                 |                           |                       |              |            |            |            |              |            |            |
| Theros                                               |         | Una colonna e due archi                                                    | THS               | Friends                         | 21 settembre 2013         | 27 settembre 2013     | 249          | 101        | 60         | 53         | 15           | 20         | —          |
| Figli degli Dei                                      |         | Le corna di Xenagos                                                        | BNG               | Romans                          | 1º febbraio 2014          | 7 febbraio 2014       | 165          | 60         | 60         | 35         | 10           | —          | —          |
| Viaggio verso Nyx                                    |         | Corna di Xenagos e una colonna                                             | JOU               | Countrymen                      | 26 aprile 2014            | 2 maggio 2014         | 165          | 60         | 60         | 35         | 10           | —          | —          |
| Ciclo o Blocco di Tarkir                             |         |                                                                            |                   |                                 |                           |                       |              |            |            |            |              |            |            |
| I Khan di Tarkir                                     |         | Due scimitarre incrociate davanti a uno scudo                              | KTK               | Huey                            | 20 settembre 2014         | 26 settembre 2014     | 269          | 101        | 80         | 53         | 15           | 20         | —          |
| Riforgiare il destino                                |         | Due zanne speculari                                                        | FRF               | Dewey                           | 17 gennaio 2015           | 23 gennaio 2015       | 185          | 70         | 60         | 35         | 10           | 10         | —          |
| Draghi di Tarkir                                     |         | Uno scudo a forma di muso di drago                                         | DTK               | Louie                           | 21 marzo 2015             | 27 marzo 2015         | 264          | 101        | 80         | 53         | 15           | 15         | —          |
| Blocco di Battaglia per Zendikar                     |         |                                                                            |                   |                                 |                           |                       |              |            |            |            |              |            |            |
| Battaglia per Zendikar                               |         | Un edro crepato                                                            | BFZ               | Blood                           | 26 settembre 2015         | 2 ottobre 2015        | 274          | 101        | 80         | 53         | 15           | 25         | 25         |
| Giuramento dei Guardiani                             |         | Proiezioni della lama di Kozilek                                           | OGW               | Sweat                           | 16 gennaio 2016           | 22 gennaio 2016       | 184          | 70         | 60         | 42         | 12           | —          | 20         |
| Blocco di Ombre su Innistrad                         |         |                                                                            |                   |                                 |                           |                       |              |            |            |            |              |            |            |
| Ombre su Innistrad                                   |         | Il collare di Avacyn capovolto                                             | SOI               | Tears                           | 2 aprile 2016             | 8 aprile 2016         | 297          | 105        | 100        | 59         | 18           | 15         | —          |
| Luna Spettrale                                       |         | La silhouette di Emrakul                                                   | EMN               | Fears                           | 16 luglio 2016            | 22 luglio 2016        | 205          | 74         | 70         | 47         | 14           | —          | —          |
| Blocco di Kaladesh                                   |         |                                                                            |                   |                                 |                           |                       |              |            |            |            |              |            |            |
| Kaladesh                                             |         | Dei viticci stilizzati                                                     | KLD               | Lock                            | 24 settembre 2016         | 30 settembre 2016     | 264          | 101        | 80         | 53         | 15           | 15         | 30         |
| Rivolta dell'Etere                                   |         | Un bocciolo stilizzato                                                     | AER               | Stock                           | 14 gennaio 2017           | 20 gennaio 2017       | 184          | 70         | 60         | 42         | 12           | —          | 24         |
| Blocco di Amonkhet                                   |         |                                                                            |                   |                                 |                           |                       |              |            |            |            |              |            |            |
| Amonkhet                                             |         | Una piramide                                                               | AKH               | Barrel                          | 22 aprile 2017            | 28 Aprile 2017        | 269          | 101        | 80         | 53         | 15           | 20         | 30         |
| L'Era della Rovina                                   |         | Le corna di Nicol Bolas                                                    | HOU               | Laughs                          | 8 luglio 2017             | 14 luglio 2017        | 199          | 70         | 60         | 42         | 12           | 15         | 24         |
| Blocco di Ixalan                                     |         |                                                                            |                   |                                 |                           |                       |              |            |            |            |              |            |            |
| Ixalan                                               |         | Una rosa dei venti                                                         | XLN               | Ham                             | 23 settembre 2017         | 29 ottobre 2017       | 279          | 101        | 80         | 63         | 15           | 20         | —          |
| Rivali di Ixalan                                     |         | La metà superiore di una rosa dei venti                                    | RIX               | Eggs                            | 13 gennaio 2018           | 19 gennaio 2018       | 196          | 70         | 60         | 48         | 13           | 5          | —          |
| Espansioni successive al sistema dei blocchi         |         |                                                                            |                   |                                 |                           |                       |              |            |            |            |              |            |            |
| Dominaria                                            |         | Uno scudo di Benalia                                                       | DOM               | Soup                            | 21 aprile 2018            | 27 aprile 2018        | 269          | 101        | 80         | 53         | 15           | 20         | —          |
| Gilde di Ravnica                                     |         | Una corona o skyline con cinque punte                                      | GRN               | Spaghetti                       | 29 settembre 2018         | 5 ottobre 2018        | 259          | 111        | 80         | 53         | 15           | —          | —          |
| Fedeltà di Ravnica                                   |         | Una corona o skyline con cinque punte sottosopra                           | RNA               | Meatballs                       | 19 gennaio 2019           | 25 gennaio 2019       | 259          | 111        | 80         | 53         | 15           | —          | —          |
| La Guerra della Scintilla                            |         | Una combinazione del simbolo dei planeswalker e delle corna di Nicol Bolas | WAR               | Milk                            | 27 aprile 2019            | 3 maggio 2019         | 264          | 101        | 80         | 53         | 15           | 15         | —          |
| Il Trono di Eldraine                                 |         | Una spada con ali fatate                                                   | ELD               | Archery                         | 28 settembre 2019         | 4 ottobre 2019        | 269          | 101        | 80         | 53         | 15           | 20         | —          |
| Theros: Oltre la Morte                               |         | Maschera del risvegliato                                                   | THB               | Baseball                        | 17 gennaio 2020           | 24 gennaio 2020       | 254          | 101        | 80         | 53         | 15           | 5          | —          |
| Ikoria: Terra dei Behemoth                           |         | Occhio di mostro                                                           | IKO               | Cricket                         | 17 aprile 2020            | 24 aprile 2020        | 274          | 111        | 80         | 53         | 16           | 15         | —          |
| Rinascita di Zendikar                                |         | Un edro e una X                                                            | ZNR               | Diving                          | 18 settembre 2020         | 25 settembre 2020     | 280          | 101        | 80         | 64         | 20           | 15         | —          |
| Kaldheim                                             |         | Ascia vichinga                                                             | KHM               | Equestrian                      | 29 gennaio 2021           | 5 febbraio 2021       | 285          | 111        | 80         | 64         | 20           | 15         | —          |
| Strixhaven: Scuola dei Maghi                         |         | Strige                                                                     | STX               | Fencing                         | 16 aprile 2021            | 23 aprile 2021        | 275          | 105        | 80         | 69         | 21           | 10         | —          |
| Dungeons and Dragons: Avventure nei Forgotten Realms |         | Testa di drago                                                             | AFR               | Zebra (Sostituisce il Set Base) | 16-22 luglio 2021         | 23 luglio 2021        | 281          | 101        | 80         | 60         | 20           | 20         | —          |
| Innistrad: Caccia di Mezzanotte                      |         | Lupo che ulula alla luna                                                   | MID               | Golf                            | 17-23 settembre 2021      | 24 settembre 2021     | 277          | 100        | 83         | 64         | 20           | 10         | —          |
| Innistrad: Promessa Cremisi                          |         | Pipistrello stilizzato                                                     | VOW               | Clubs                           | 12-18 novembre 2021       | 19 novembre 2021      | 277          | 100        | 83         | 64         | 20           | 10         | —          |
| Kamigawa: Dinastia Neon                              |         | Un sole che sorge da dietro una montagna                                   | NEO               | Hockey                          | 11-17 febbraio 2022       | 18 febbraio 2022      | 302          | 119        | 87         | 58         | 18           | 20         | —          |
| Strade di Nuova Capenna                              |         | Ali d'angelo che circondano tirapugni in ottone                            | SNC               | Ice Skating                     | 22 aprile 2022            | 29 aprile 2022        | 281          | 99         | 81         | 62         | 19           | 20         | —          |
| Dominaria unita                                      |         | Simbolo della coalizione sullo scudo di Benalish                           | DMU               | Judo                            | 2 settembre 2022          | 9 settembre 2022      | 281          | 101        | 80         | 60         | 20           | 20         | —          |
| La guerra dei fratelli                               |         | Un ingranaggio diviso                                                      | BRO               | Kayaking                        | 11-17 novembre 2022       | 18 novembre 2022      | 287          | 101        | 80         | 63         | 23           | 20         | —          |
| Phyrexia: tutto diverrà uno                          |         | Simbolo di Phyrexia che divide in due un cerchio                           | ONE               | Lacrosse                        | 3-4 febbraio 2023         | 10 febbraio 2023      | 271          | 101        | 80         | 60         | 20           | 10         | —          |
| L'avanzata delle macchine                            |         | La spada di Elspeth che frantuma un simbolo di Phyrexia                    | MOM               | Marathon                        | 14-20 aprile 2023         | 21 aprile 2023        | 291          | 116        | 80         | 60         | 20           | 15         | —          |
| L’Avanzata delle Macchine: L’Indomani                |         | Un'esplosione                                                              | MAT               | Marathon Epilogue               | Nessuna Pre-release       | 12 maggio 2023        | 50           | 0          | 15         | 25         | 10           | 0          | —          |
| Terre Selvagge di Eldraine                           |         | Un libro di fiabe aperto con un diamante incastonato tra le pagine         | WOE               | Netball                         | 1-7 settembre 2023        | 8 settembre 2023      | 381          | 101        | 80         | 60         | 20           | 15         | 105        |
| Le caverne perdute di Ixalan                         |         | Un occhio al centro di una rosa dei venti stilizzata                       | LCI               | Offroading                      | 10-16 novembre 2023       | 17 novembre 2023      | 291          | 108        | 92         | 64         | 22           | 5          | 119        |
| Delitti al maniero Karlov                            |         | Una spada corta Cinquedea                                                  | MKM               | Polo                            | 2-8 febbraio 2024         | 9 febbraio 2024       | 286          | 81         | 100        | 70         | 20           | 15         | 148        |
| Banditi di Crocevia tonante                          |         | Un cappello da cowboy                                                      | OTJ               | Quilting                        | 12 aprile 2024            | 19 aprile 2024        | 276          | 91         | 100        | 60         | 20           | 5          | 98         |
| Bloomburrow                                          |         | Una foglia d'acero                                                         | BLB               | Rugby                           | 26 luglio - 1 agosto 2024 | 2 agosto 2024         | 281          | 88         | 100        | 64         | 22           | 5          | 116        |
| Duskmourn: La Casa degli Orrori                      |         | Falena stilizzata                                                          | DSK               | Swimming                        | 20-26 settembre 2024      | 27 settembre 2024     | 286          | 91         | 100        | 60         | 20           | 15         | 131        |
| Aetherdrift                                          |         | Una bandiera a scacchi                                                     | DFT               | Tennis                          |                           | 14 febbraio 2025      | 276          | 91         | 100        | 60         | 20           | 30         | —          |

Curiosità: i nomi in codice delle espansioni I Khan di Tarkir, Riforgiare il Destino e Draghi di Tarkir, ovvero Huey, Dewey e Louie, sono i nomi americani di Qui, Quo e Qua, personaggi di Walt Disney.

## Set di Ristampa Speciali
Questi set sono raccolte di carte di altre espansioni che vengono ristampate per ragioni diverse, ad esempio perché sono carte famose e amate dai fan che chiedono una loro riedizione (Chronicles). Oppure sono dei mazzi precostruiti che ruotano attorno a uno stesso tema (Elves vs. Goblins), o che vogliono commemorare un famoso scontro (Deckmasters) o un anniversario (Anthologies). Tutti questi set sono a bordo bianco come i set base, per sottolineare il fatto che come questi sono ristampe, tuttavia a partire da Elves vs. Goblins, vengono stampati a bordo nero come i set di espansione, probabilmente per accontentare i giocatori che sembrano preferire decisamente le carte con il bordo nero.
| Set                                                    | Simbolo                                                                                    | Codice Espansione | Data di distribuzione | Dimensioni                                                                              | Dimensioni                                                                              | Dimensioni                                                                              | Dimensioni                                                                              | Dimensioni                                                                              | Dimensioni                                                                              |
| Set                                                    | Simbolo                                                                                    | Codice Espansione | Data di distribuzione | Carte Totali                                                                            | Comuni                                                                                  | Non Comuni                                                                              | Rare                                                                                    | Rare Mitiche                                                                            | Terre Base                                                                              |
| ------------------------------------------------------ | ------------------------------------------------------------------------------------------ | ----------------- | --------------------- | --------------------------------------------------------------------------------------- | --------------------------------------------------------------------------------------- | --------------------------------------------------------------------------------------- | --------------------------------------------------------------------------------------- | --------------------------------------------------------------------------------------- | --------------------------------------------------------------------------------------- |
| Chronicles                                             | non ha un simbolo specifico                                                                | CHR               | luglio 1995           | 125                                                                                     | 37                                                                                      | 43                                                                                      | 45                                                                                      | —                                                                                       | —                                                                                       |
| Rinascimento                                           | non ha un simbolo specifico                                                                | nessuno           | agosto 1995           | 121                                                                                     | 51                                                                                      | 40                                                                                      | 31                                                                                      | —                                                                                       | —                                                                                       |
| Anthologies                                            | non ha un simbolo specifico                                                                | ATH               | novembre 1998         | due mazzi precostruiti da 60 carte ciascuno (81 diverse carte: 4 terre base e altre 77) | due mazzi precostruiti da 60 carte ciascuno (81 diverse carte: 4 terre base e altre 77) | due mazzi precostruiti da 60 carte ciascuno (81 diverse carte: 4 terre base e altre 77) | due mazzi precostruiti da 60 carte ciascuno (81 diverse carte: 4 terre base e altre 77) | due mazzi precostruiti da 60 carte ciascuno (81 diverse carte: 4 terre base e altre 77) | due mazzi precostruiti da 60 carte ciascuno (81 diverse carte: 4 terre base e altre 77) |
| Battle Royale                                          | non ha un simbolo specifico                                                                | BRB               | 12 novembre 1999      | quattro mazzi precostruiti da 40 carte ciascuno                                         | quattro mazzi precostruiti da 40 carte ciascuno                                         | quattro mazzi precostruiti da 40 carte ciascuno                                         | quattro mazzi precostruiti da 40 carte ciascuno                                         | quattro mazzi precostruiti da 40 carte ciascuno                                         | quattro mazzi precostruiti da 40 carte ciascuno                                         |
| Beatdown                                               | una mazza ferrata                                                                          | BTD               | dicembre 2000         | due mazzi precostruiti da 61 carte ciascuno                                             | due mazzi precostruiti da 61 carte ciascuno                                             | due mazzi precostruiti da 61 carte ciascuno                                             | due mazzi precostruiti da 61 carte ciascuno                                             | due mazzi precostruiti da 61 carte ciascuno                                             | due mazzi precostruiti da 61 carte ciascuno                                             |
| Deckmasters                                            | la lettera "D" maiuscola                                                                   | DKM               | dicembre 2001         | due mazzi precostruiti da 62 carte ciascuno                                             | due mazzi precostruiti da 62 carte ciascuno                                             | due mazzi precostruiti da 62 carte ciascuno                                             | due mazzi precostruiti da 62 carte ciascuno                                             | due mazzi precostruiti da 62 carte ciascuno                                             | due mazzi precostruiti da 62 carte ciascuno                                             |
| Hachette Encyclopedia Inserts                          | un cavallo alato                                                                           | sconosciuto       | 19 agosto 2006        | dodici mazzi precostruiti da 60 carte ciascuno (nella versione italiana)                | dodici mazzi precostruiti da 60 carte ciascuno (nella versione italiana)                | dodici mazzi precostruiti da 60 carte ciascuno (nella versione italiana)                | dodici mazzi precostruiti da 60 carte ciascuno (nella versione italiana)                | dodici mazzi precostruiti da 60 carte ciascuno (nella versione italiana)                | dodici mazzi precostruiti da 60 carte ciascuno (nella versione italiana)                |
| Duels of the Planeswalkers                             | la M del logo di Magic                                                                     | DPA               | 4 giugno 2010         | cinque mazzi precostruiti da 60 carte ciascuno                                          | cinque mazzi precostruiti da 60 carte ciascuno                                          | cinque mazzi precostruiti da 60 carte ciascuno                                          | cinque mazzi precostruiti da 60 carte ciascuno                                          | cinque mazzi precostruiti da 60 carte ciascuno                                          | cinque mazzi precostruiti da 60 carte ciascuno                                          |
| Modern Masters                                         | un crescente montante sopra a un disco                                                     | MMA               | 7 giugno 2013         | 229                                                                                     | 101                                                                                     | 60                                                                                      | 53                                                                                      | 15                                                                                      | —                                                                                       |
| Modern Event Deck                                      | un oggetto con tre punte                                                                   | MD1               | 30 maggio 2014        | un mazzo precostruito da 60+15 carte e cinque carte pedina                              | un mazzo precostruito da 60+15 carte e cinque carte pedina                              | un mazzo precostruito da 60+15 carte e cinque carte pedina                              | un mazzo precostruito da 60+15 carte e cinque carte pedina                              | un mazzo precostruito da 60+15 carte e cinque carte pedina                              | un mazzo precostruito da 60+15 carte e cinque carte pedina                              |
| Modern Masters (2015 Edition)                          | due crescenti opposti                                                                      | MM2               | 22 maggio 2015        | 249                                                                                     | 101                                                                                     | 80                                                                                      | 53                                                                                      | 15                                                                                      | —                                                                                       |
| Eternal Masters                                        | una clessidra                                                                              | EMA               | 10 giugno 2016        | 249                                                                                     | 101                                                                                     | 80                                                                                      | 53                                                                                      | 15                                                                                      | —                                                                                       |
| Modern Masters (2017 Edition)                          |                                                                                            | MM3               | 17 marzo 2017         | 249                                                                                     | 101                                                                                     | 80                                                                                      | 53                                                                                      | 15                                                                                      | —                                                                                       |
| Iconic Masters                                         | una "I" e una "M" sovrapposte                                                              | IMA               | 17 novembre 2017      | 249                                                                                     | 101                                                                                     | 80                                                                                      | 53                                                                                      | 15                                                                                      | —                                                                                       |
| Masters 25                                             | un 25 davanti al simbolo dei planeswalker                                                  | A25               | 16 marzo 2018         | 249                                                                                     | 101                                                                                     | 80                                                                                      | 53                                                                                      | 15                                                                                      | —                                                                                       |
| Ultimate Masters                                       | il simbolo matematico di infinito                                                          | UMA               | 7 dicembre 2018       | 254                                                                                     | 101                                                                                     | 80                                                                                      | 53                                                                                      | 20                                                                                      | —                                                                                       |
| Duel Decks                                             |                                                                                            |                   |                       |                                                                                         |                                                                                         |                                                                                         |                                                                                         |                                                                                         |                                                                                         |
| Elves vs. Goblins                                      | un'ascia e un arco (o una fiamma) incrociati                                               | EVG               | 16 novembre 2007      | due mazzi precostruiti da 60 carte ciascuno e tre carte pedina                          | due mazzi precostruiti da 60 carte ciascuno e tre carte pedina                          | due mazzi precostruiti da 60 carte ciascuno e tre carte pedina                          | due mazzi precostruiti da 60 carte ciascuno e tre carte pedina                          | due mazzi precostruiti da 60 carte ciascuno e tre carte pedina                          | due mazzi precostruiti da 60 carte ciascuno e tre carte pedina                          |
| Jace vs. Chandra                                       | le lettere "J" e "C" stilizzate                                                            | DD2               | 7 novembre 2008       | due mazzi precostruiti da 60 carte ciascuno e tre carte pedina                          | due mazzi precostruiti da 60 carte ciascuno e tre carte pedina                          | due mazzi precostruiti da 60 carte ciascuno e tre carte pedina                          | due mazzi precostruiti da 60 carte ciascuno e tre carte pedina                          | due mazzi precostruiti da 60 carte ciascuno e tre carte pedina                          | due mazzi precostruiti da 60 carte ciascuno e tre carte pedina                          |
| Divine vs. Demonic                                     | un'aureola con al centro un paio di corna                                                  | DDC               | 10 aprile 2009        | due mazzi precostruiti da 60 carte ciascuno e tre carte pedina                          | due mazzi precostruiti da 60 carte ciascuno e tre carte pedina                          | due mazzi precostruiti da 60 carte ciascuno e tre carte pedina                          | due mazzi precostruiti da 60 carte ciascuno e tre carte pedina                          | due mazzi precostruiti da 60 carte ciascuno e tre carte pedina                          | due mazzi precostruiti da 60 carte ciascuno e tre carte pedina                          |
| Garruk vs. Liliana                                     | una foglia circondata da un semicerchio                                                    | DDD               | 30 ottobre 2009       | due mazzi precostruiti da 60 carte ciascuno e tre carte pedina                          | due mazzi precostruiti da 60 carte ciascuno e tre carte pedina                          | due mazzi precostruiti da 60 carte ciascuno e tre carte pedina                          | due mazzi precostruiti da 60 carte ciascuno e tre carte pedina                          | due mazzi precostruiti da 60 carte ciascuno e tre carte pedina                          | due mazzi precostruiti da 60 carte ciascuno e tre carte pedina                          |
| Phyrexia vs. The Coalition                             | il simbolo della coalizione combinato con la maschera di Yawgmoth                          | DDE               | 19 marzo 2010         | due mazzi precostruiti da 60 carte ciascuno e tre carte pedina                          | due mazzi precostruiti da 60 carte ciascuno e tre carte pedina                          | due mazzi precostruiti da 60 carte ciascuno e tre carte pedina                          | due mazzi precostruiti da 60 carte ciascuno e tre carte pedina                          | due mazzi precostruiti da 60 carte ciascuno e tre carte pedina                          | due mazzi precostruiti da 60 carte ciascuno e tre carte pedina                          |
| Elspeth vs. Tezzeret                                   | due trapezi combinati con delle parti mancanti                                             | DDF               | 3 settembre 2010      | due mazzi precostruiti da 60 carte ciascuno e tre carte pedina                          | due mazzi precostruiti da 60 carte ciascuno e tre carte pedina                          | due mazzi precostruiti da 60 carte ciascuno e tre carte pedina                          | due mazzi precostruiti da 60 carte ciascuno e tre carte pedina                          | due mazzi precostruiti da 60 carte ciascuno e tre carte pedina                          | due mazzi precostruiti da 60 carte ciascuno e tre carte pedina                          |
| Cavalieri vs. Draghi                                   | uno scudo a forma di drago                                                                 | DDG               | 1º aprile 2011        | due mazzi precostruiti da 60 carte ciascuno e due carte pedina                          | due mazzi precostruiti da 60 carte ciascuno e due carte pedina                          | due mazzi precostruiti da 60 carte ciascuno e due carte pedina                          | due mazzi precostruiti da 60 carte ciascuno e due carte pedina                          | due mazzi precostruiti da 60 carte ciascuno e due carte pedina                          | due mazzi precostruiti da 60 carte ciascuno e due carte pedina                          |
| Ajani vs. Nicol Bolas                                  | Le corna di Nicol Bolas sovrapposte alla lama di scure posta al termine dell'arma di Ajani | DDH               | 2 settembre 2011      | due mazzi precostruiti da 60 carte ciascuno e due carte pedina                          | due mazzi precostruiti da 60 carte ciascuno e due carte pedina                          | due mazzi precostruiti da 60 carte ciascuno e due carte pedina                          | due mazzi precostruiti da 60 carte ciascuno e due carte pedina                          | due mazzi precostruiti da 60 carte ciascuno e due carte pedina                          | due mazzi precostruiti da 60 carte ciascuno e due carte pedina                          |
| Venser vs. Koth                                        | due segni zigzaganti                                                                       | DDI               | 30 marzo 2012         | due mazzi precostruiti da 60 carte ciascuno e due carte emblema                         | due mazzi precostruiti da 60 carte ciascuno e due carte emblema                         | due mazzi precostruiti da 60 carte ciascuno e due carte emblema                         | due mazzi precostruiti da 60 carte ciascuno e due carte emblema                         | due mazzi precostruiti da 60 carte ciascuno e due carte emblema                         | due mazzi precostruiti da 60 carte ciascuno e due carte emblema                         |
| Izzet vs. Golgari                                      | una combinazione dei simboli delle gilde Izzet e Golgari                                   | DDJ               | 7 settembre 2012      | due mazzi precostruiti da 60 carte ciascuno                                             | due mazzi precostruiti da 60 carte ciascuno                                             | due mazzi precostruiti da 60 carte ciascuno                                             | due mazzi precostruiti da 60 carte ciascuno                                             | due mazzi precostruiti da 60 carte ciascuno                                             | due mazzi precostruiti da 60 carte ciascuno                                             |
| Sorin vs. Tibalt                                       | una spada e un paio di corna demoniache                                                    | DDK               | 15 marzo 2013         | due mazzi precostruiti da 60 carte ciascuno                                             | due mazzi precostruiti da 60 carte ciascuno                                             | due mazzi precostruiti da 60 carte ciascuno                                             | due mazzi precostruiti da 60 carte ciascuno                                             | due mazzi precostruiti da 60 carte ciascuno                                             | due mazzi precostruiti da 60 carte ciascuno                                             |
| Heroes vs. Monsters                                    | la combinazione di una spada, un elmo e un paio d'ali                                      | DDL               | 6 settembre 2013      | due mazzi precostruiti da 60 carte ciascuno                                             | due mazzi precostruiti da 60 carte ciascuno                                             | due mazzi precostruiti da 60 carte ciascuno                                             | due mazzi precostruiti da 60 carte ciascuno                                             | due mazzi precostruiti da 60 carte ciascuno                                             | due mazzi precostruiti da 60 carte ciascuno                                             |
| Jace vs. Vraska                                        | la combinazione di un simbolo del mantello di Jace e un tentacolo                          | DDM               | 14 marzo 2014         | due mazzi precostruiti da 60 carte ciascuno                                             | due mazzi precostruiti da 60 carte ciascuno                                             | due mazzi precostruiti da 60 carte ciascuno                                             | due mazzi precostruiti da 60 carte ciascuno                                             | due mazzi precostruiti da 60 carte ciascuno                                             | due mazzi precostruiti da 60 carte ciascuno                                             |
| Speed vs. Cunning                                      | la combinazione di un occhio e un paio d'ali                                               | DDN               | 5 settembre 2014      | due mazzi precostruiti da 60 carte ciascuno                                             | due mazzi precostruiti da 60 carte ciascuno                                             | due mazzi precostruiti da 60 carte ciascuno                                             | due mazzi precostruiti da 60 carte ciascuno                                             | due mazzi precostruiti da 60 carte ciascuno                                             | due mazzi precostruiti da 60 carte ciascuno                                             |
| Elspeth vs. Kiora                                      | la lancia di Elspeth e delle onde                                                          | DDO               | 27 febbraio 2015      | due mazzi precostruiti da 60 carte ciascuno                                             | due mazzi precostruiti da 60 carte ciascuno                                             | due mazzi precostruiti da 60 carte ciascuno                                             | due mazzi precostruiti da 60 carte ciascuno                                             | due mazzi precostruiti da 60 carte ciascuno                                             | due mazzi precostruiti da 60 carte ciascuno                                             |
| Zendikar vs. Eldrazi                                   | la combinazione di un edro e un tentacolo                                                  | DDP               | 28 agosto 2015        | due mazzi precostruiti da 60 carte ciascuno e dieci carte pedina                        | due mazzi precostruiti da 60 carte ciascuno e dieci carte pedina                        | due mazzi precostruiti da 60 carte ciascuno e dieci carte pedina                        | due mazzi precostruiti da 60 carte ciascuno e dieci carte pedina                        | due mazzi precostruiti da 60 carte ciascuno e dieci carte pedina                        | due mazzi precostruiti da 60 carte ciascuno e dieci carte pedina                        |
| Blessed vs. Cursed                                     | la combinazione del collare di Avacyn e del volto di un demone                             | DDQ               | 26 febbraio 2016      | due mazzi precostruiti da 60 carte ciascuno                                             | due mazzi precostruiti da 60 carte ciascuno                                             | due mazzi precostruiti da 60 carte ciascuno                                             | due mazzi precostruiti da 60 carte ciascuno                                             | due mazzi precostruiti da 60 carte ciascuno                                             | due mazzi precostruiti da 60 carte ciascuno                                             |
| Nissa vs. Ob Nixilis                                   | la combinazione di un edro e delle corna                                                   | DDR               | 2 settembre 2016      | due mazzi precostruiti da 60 carte ciascuno                                             | due mazzi precostruiti da 60 carte ciascuno                                             | due mazzi precostruiti da 60 carte ciascuno                                             | due mazzi precostruiti da 60 carte ciascuno                                             | due mazzi precostruiti da 60 carte ciascuno                                             | due mazzi precostruiti da 60 carte ciascuno                                             |
| Mind vs. Might                                         | non rivelato                                                                               | DDS               | 31 marzo 2017         | due mazzi precostruiti da 60 carte ciascuno                                             | due mazzi precostruiti da 60 carte ciascuno                                             | due mazzi precostruiti da 60 carte ciascuno                                             | due mazzi precostruiti da 60 carte ciascuno                                             | due mazzi precostruiti da 60 carte ciascuno                                             | due mazzi precostruiti da 60 carte ciascuno                                             |
| Merfolk vs. Goblins                                    | un tridente contrapposto alla lama di un'ascia                                             | DDT               | 10 novembre 2017      | due mazzi precostruiti da 60 carte ciascuno                                             | due mazzi precostruiti da 60 carte ciascuno                                             | due mazzi precostruiti da 60 carte ciascuno                                             | due mazzi precostruiti da 60 carte ciascuno                                             | due mazzi precostruiti da 60 carte ciascuno                                             | due mazzi precostruiti da 60 carte ciascuno                                             |
| Elves vs. Inventors                                    | un arco e una freccia sovrimposti a un ingranaggio                                         | DDU               | 6 aprile 2018         | due mazzi precostruiti da 60 carte ciascuno                                             | due mazzi precostruiti da 60 carte ciascuno                                             | due mazzi precostruiti da 60 carte ciascuno                                             | due mazzi precostruiti da 60 carte ciascuno                                             | due mazzi precostruiti da 60 carte ciascuno                                             | due mazzi precostruiti da 60 carte ciascuno                                             |
| From the Vault                                         |                                                                                            |                   |                       |                                                                                         |                                                                                         |                                                                                         |                                                                                         |                                                                                         |                                                                                         |
| Dragons                                                | le ali di un drago                                                                         | DRB               | 29 agosto 2008        | 15 carte foil predeterminate                                                            | 15 carte foil predeterminate                                                            | 15 carte foil predeterminate                                                            | 15 carte foil predeterminate                                                            | 15 carte foil predeterminate                                                            | 15 carte foil predeterminate                                                            |
| Exiled                                                 | una freccia scoccata in diagonale con una scia dietro di essa                              | V09               | 28 agosto 2009        | 15 carte foil predeterminate                                                            | 15 carte foil predeterminate                                                            | 15 carte foil predeterminate                                                            | 15 carte foil predeterminate                                                            | 15 carte foil predeterminate                                                            | 15 carte foil predeterminate                                                            |
| Relics                                                 | un globo                                                                                   | V10               | 27 agosto 2010        | 15 carte foil predeterminate                                                            | 15 carte foil predeterminate                                                            | 15 carte foil predeterminate                                                            | 15 carte foil predeterminate                                                            | 15 carte foil predeterminate                                                            | 15 carte foil predeterminate                                                            |
| Legends                                                | una corona                                                                                 | V11               | 26 agosto 2011        | 15 carte foil predeterminate                                                            | 15 carte foil predeterminate                                                            | 15 carte foil predeterminate                                                            | 15 carte foil predeterminate                                                            | 15 carte foil predeterminate                                                            | 15 carte foil predeterminate                                                            |
| Realms                                                 | un'alba su un paesaggio montagnoso                                                         | V12               | 31 agosto 2012        | 15 carte foil predeterminate                                                            | 15 carte foil predeterminate                                                            | 15 carte foil predeterminate                                                            | 15 carte foil predeterminate                                                            | 15 carte foil predeterminate                                                            | 15 carte foil predeterminate                                                            |
| Twenty                                                 | il numero venti in cifre arabe                                                             | V13               | 23 agosto 2013        | 20 carte foil predeterminate                                                            | 20 carte foil predeterminate                                                            | 20 carte foil predeterminate                                                            | 20 carte foil predeterminate                                                            | 20 carte foil predeterminate                                                            | 20 carte foil predeterminate                                                            |
| Annihilation                                           | un globo fratturato                                                                        | V14               | 23 agosto 2014        | 15 carte foil predeterminate                                                            | 15 carte foil predeterminate                                                            | 15 carte foil predeterminate                                                            | 15 carte foil predeterminate                                                            | 15 carte foil predeterminate                                                            | 15 carte foil predeterminate                                                            |
| Angels                                                 | una coppia di ali d'angelo                                                                 | V15               | 21 agosto 2015        | 15 carte foil predeterminate                                                            | 15 carte foil predeterminate                                                            | 15 carte foil predeterminate                                                            | 15 carte foil predeterminate                                                            | 15 carte foil predeterminate                                                            | 15 carte foil predeterminate                                                            |
| Lore                                                   | un rotolo di pergamena che si trasforma in una torre merlata                               | V16               | 19 agosto 2016        | 15 carte foil e una pedina predeterminate                                               | 15 carte foil e una pedina predeterminate                                               | 15 carte foil e una pedina predeterminate                                               | 15 carte foil e una pedina predeterminate                                               | 15 carte foil e una pedina predeterminate                                               | 15 carte foil e una pedina predeterminate                                               |
| Transform                                              | non rivelato                                                                               | V17               | 24 novembre 2017      | 15 carte foil predeterminate                                                            | 15 carte foil predeterminate                                                            | 15 carte foil predeterminate                                                            | 15 carte foil predeterminate                                                            | 15 carte foil predeterminate                                                            | 15 carte foil predeterminate                                                            |
| Premium Deck Series                                    |                                                                                            |                   |                       |                                                                                         |                                                                                         |                                                                                         |                                                                                         |                                                                                         |                                                                                         |
| Slivers                                                | un tramutante                                                                              | H09               | 20 novembre 2009      | un mazzo precostruito da 60 carte foil                                                  | un mazzo precostruito da 60 carte foil                                                  | un mazzo precostruito da 60 carte foil                                                  | un mazzo precostruito da 60 carte foil                                                  | un mazzo precostruito da 60 carte foil                                                  | un mazzo precostruito da 60 carte foil                                                  |
| Fire & Lightning                                       | un fulmine in una fiamma                                                                   | PD2               | 19 novembre 2010      | un mazzo precostruito da 60 carte foil                                                  | un mazzo precostruito da 60 carte foil                                                  | un mazzo precostruito da 60 carte foil                                                  | un mazzo precostruito da 60 carte foil                                                  | un mazzo precostruito da 60 carte foil                                                  | un mazzo precostruito da 60 carte foil                                                  |
| Graveborn                                              | un teschio umano                                                                           | PD3               | 18 novembre 2011      | un mazzo precostruito da 60 carte foil                                                  | un mazzo precostruito da 60 carte foil                                                  | un mazzo precostruito da 60 carte foil                                                  | un mazzo precostruito da 60 carte foil                                                  | un mazzo precostruito da 60 carte foil                                                  | un mazzo precostruito da 60 carte foil                                                  |
| Set per partite multiplayer (con più di due giocatori) |                                                                                            |                   |                       |                                                                                         |                                                                                         |                                                                                         |                                                                                         |                                                                                         |                                                                                         |
| Planechase                                             | due semicerchi, minore con tre punte in alto                                               | HOP               | 4 settembre 2009      | quattro mazzi precostruiti da 60 carte ciascuno                                         | quattro mazzi precostruiti da 60 carte ciascuno                                         | quattro mazzi precostruiti da 60 carte ciascuno                                         | quattro mazzi precostruiti da 60 carte ciascuno                                         | quattro mazzi precostruiti da 60 carte ciascuno                                         | quattro mazzi precostruiti da 60 carte ciascuno                                         |
| Archenemy                                              | un tridente                                                                                | ARC               | 18 giugno 2010        | quattro mazzi precostruiti                                                              | quattro mazzi precostruiti                                                              | quattro mazzi precostruiti                                                              | quattro mazzi precostruiti                                                              | quattro mazzi precostruiti                                                              | quattro mazzi precostruiti                                                              |
| Commander                                              | una corona                                                                                 | CMD               | 17 giugno 2011        | cinque mazzi precostruiti da 100 carte ciascuno                                         | cinque mazzi precostruiti da 100 carte ciascuno                                         | cinque mazzi precostruiti da 100 carte ciascuno                                         | cinque mazzi precostruiti da 100 carte ciascuno                                         | cinque mazzi precostruiti da 100 carte ciascuno                                         | cinque mazzi precostruiti da 100 carte ciascuno                                         |
| Planechase (2012 Edition)                              | due semicerchi, il più alto con tre pezzetti rimossi dal basso                             | PC2               | 1º giugno 2012        | quattro mazzi precostruiti da 60 carte ciascuno                                         | quattro mazzi precostruiti da 60 carte ciascuno                                         | quattro mazzi precostruiti da 60 carte ciascuno                                         | quattro mazzi precostruiti da 60 carte ciascuno                                         | quattro mazzi precostruiti da 60 carte ciascuno                                         | quattro mazzi precostruiti da 60 carte ciascuno                                         |
| Commander's Arsenal                                    | una gemma divisa in tre parti                                                              | CM1               | 2 novembre 2012       | 28 carte foil predeterminate, di cui 10 sovradimensionate                               | 28 carte foil predeterminate, di cui 10 sovradimensionate                               | 28 carte foil predeterminate, di cui 10 sovradimensionate                               | 28 carte foil predeterminate, di cui 10 sovradimensionate                               | 28 carte foil predeterminate, di cui 10 sovradimensionate                               | 28 carte foil predeterminate, di cui 10 sovradimensionate                               |
| Commander (2013 Edition)                               | una gemma divisa in tre parti                                                              | C13               | 1º novembre 2013      | cinque mazzi precostruiti da 100 carte ciascuno                                         | cinque mazzi precostruiti da 100 carte ciascuno                                         | cinque mazzi precostruiti da 100 carte ciascuno                                         | cinque mazzi precostruiti da 100 carte ciascuno                                         | cinque mazzi precostruiti da 100 carte ciascuno                                         | cinque mazzi precostruiti da 100 carte ciascuno                                         |
| Conspiracy                                             | Un sigillo                                                                                 | CNS               | 6 giugno 2014         | 210                                                                                     | 89                                                                                      | 68                                                                                      | 43                                                                                      | 10                                                                                      | —                                                                                       |
| Commander 2014                                         | uno scudo diviso in tre parti                                                              | C14               | 7 novembre 2014       | cinque mazzi precostruiti da 100 carte ciascuno                                         | cinque mazzi precostruiti da 100 carte ciascuno                                         | cinque mazzi precostruiti da 100 carte ciascuno                                         | cinque mazzi precostruiti da 100 carte ciascuno                                         | cinque mazzi precostruiti da 100 carte ciascuno                                         | cinque mazzi precostruiti da 100 carte ciascuno                                         |
| Commander 2015                                         | uno scudo diviso in due parti                                                              | C15               | 13 novembre 2015      | cinque mazzi precostruiti da 100 carte ciascuno                                         | cinque mazzi precostruiti da 100 carte ciascuno                                         | cinque mazzi precostruiti da 100 carte ciascuno                                         | cinque mazzi precostruiti da 100 carte ciascuno                                         | cinque mazzi precostruiti da 100 carte ciascuno                                         | cinque mazzi precostruiti da 100 carte ciascuno                                         |
| Conspiracy: Take the Crown                             | il sigillo della Rosa nera                                                                 | CN2               | 26 agosto 2016        | 221                                                                                     | 90                                                                                      | 67                                                                                      | 50                                                                                      | 14                                                                                      | —                                                                                       |
| Commander 2016                                         | non rivelato                                                                               | C16               | 11 novembre 2016      | cinque mazzi precostruiti da 100 carte ciascuno                                         | cinque mazzi precostruiti da 100 carte ciascuno                                         | cinque mazzi precostruiti da 100 carte ciascuno                                         | cinque mazzi precostruiti da 100 carte ciascuno                                         | cinque mazzi precostruiti da 100 carte ciascuno                                         | cinque mazzi precostruiti da 100 carte ciascuno                                         |
| Commander Anthology                                    | non rivelato                                                                               | CMA               | 9 giugno 2017         | quattro mazzi precostruiti da 100 carte ciascuno                                        | quattro mazzi precostruiti da 100 carte ciascuno                                        | quattro mazzi precostruiti da 100 carte ciascuno                                        | quattro mazzi precostruiti da 100 carte ciascuno                                        | quattro mazzi precostruiti da 100 carte ciascuno                                        | quattro mazzi precostruiti da 100 carte ciascuno                                        |
| Commander 2017                                         | non rivelato                                                                               | C17               | 25 agosto 2017        | quattro mazzi precostruiti da 100 carte ciascuno                                        | quattro mazzi precostruiti da 100 carte ciascuno                                        | quattro mazzi precostruiti da 100 carte ciascuno                                        | quattro mazzi precostruiti da 100 carte ciascuno                                        | quattro mazzi precostruiti da 100 carte ciascuno                                        | quattro mazzi precostruiti da 100 carte ciascuno                                        |

## Set Introduttivi
Questi set furono pensati per i nuovi giocatori, e presentano il bordo delle carte bianco. Le serie Portal e Starter furono pensati come un nuovo gioco vero e proprio, una sorta di Magic dalle regole semplificate, e rimasero illegali nei tornei sanzionati dalla DCI fino all'ottobre 2005, quando divennero legali nei tornei ufficiali dei formati Legacy e Vintage, (formati che ammettono l'uso di carte da tutti i set di Magic).
| Set                    | Simbolo                                 | Codice Espansione | Data di distribuzione | Dimensioni             | Dimensioni             | Dimensioni             | Dimensioni             | Dimensioni             | Dimensioni             |
| Set                    | Simbolo                                 | Codice Espansione | Data di distribuzione | Carte Totali           | Comuni                 | Non Comuni             | Rare                   | Terre Base             | Altre                  |
| ---------------------- | --------------------------------------- | ----------------- | --------------------- | ---------------------- | ---------------------- | ---------------------- | ---------------------- | ---------------------- | ---------------------- |
| Rivals                 | nessuno                                 | nessuno           | luglio 1996           | due mazzi precostruiti | due mazzi precostruiti | due mazzi precostruiti | due mazzi precostruiti | due mazzi precostruiti | due mazzi precostruiti |
| Portal                 |                                         |                   |                       |                        |                        |                        |                        |                        |                        |
| Portal                 | un portale                              | POR               | giugno 1997           | 222                    | 97                     | 50                     | 55                     | 20                     | —                      |
| Portal: Second Age     | un pentagono (o un portale pentagonale) | P02               | giugno 1998           | 165                    | 70                     | 45                     | 35                     | 15                     | —                      |
| Portal: Three Kingdoms | il carattere cinese del numero tre      | PTK               | maggio 1999           | 180                    | 55                     | 55                     | 55                     | 15                     | —                      |
| Starter                |                                         |                   |                       |                        |                        |                        |                        |                        |                        |
| Starter 1999           | una stella a cinque punte               | S99               | luglio 1999           | 173                    | 63                     | 55                     | 35                     | 20                     | —                      |
| Starter 2000           | nessuno                                 | S00               | luglio 2000           | 57                     | 39                     | 6                      | 2                      | 10                     | —                      |

## Set non legali nei tornei ufficiali
Questi set, anche se pubblicati dalla Wizards of the Coast, non sono legali nei tornei sanzionati DCI. Questo perché esistono solo nella versione Online del gioco, o perché sono set scherzosi e autoironici composti da carte dagli effetti assurdi, detti Un-Sets. Da notare che gli Un-Sets, così come alcune carte promozionali, hanno il bordo delle carte argentato, caratteristica che aiuta a riconoscere le carte non legali per i tornei ufficiali.
| Set                                  | Simbolo                                                    | Codice Espansione | Nome in codice | Data della Pre-release | Data di distribuzione | Dimensione   | Dimensione | Dimensione | Dimensione | Dimensione   | Dimensione | Dimensione |
| Set                                  | Simbolo                                                    | Codice Espansione | Nome in codice | Data della Pre-release | Data di distribuzione | Carte Totali | Comuni     | Non Comuni | Rare       | Rare Mitiche | Terre Base | Altre      |
| ------------------------------------ | ---------------------------------------------------------- | ----------------- | -------------- | ---------------------- | --------------------- | ------------ | ---------- | ---------- | ---------- | ------------ | ---------- | ---------- |
| Collector's Edition                  | nessuno                                                    | CED               | —              | —                      | dicembre 1993         | 363          | 75         | 95         | 117        | —            | 76         | —          |
| International Collectors' Edition    | nessuno                                                    | CED               | —              | —                      | dicembre 1993         | 363          | 75         | 95         | 117        | —            | 76         | —          |
| Set digitali o solo per Magic Online |                                                            |                   |                |                        |                       |              |            |            |            |              |            |            |
| Astral                               | una stella con una scia                                    | ASTRAL            | —              | —                      | aprile 1997           | 12           | —          | —          | —          | —            | —          | —          |
| Masters Edition                      | un cerchio e un quarto di cerchio                          | MED               | Jurassic       | —                      | 10 settembre 2007     | 195          | 60         | 60         | 60         | —            | 15         | —          |
| Masters Edition II                   | un cerchio e due quarti di cerchio                         | ME2               | sconosciuto    | —                      | 22 settembre 2008     | 245          | 80         | 80         | 80         | —            | 5          | —          |
| Masters Edition III                  | un cerchio dietro due quarti di cerchio                    | ME3               | sconosciuto    | —                      | 7 settembre 2009      | 230          | 75         | 70         | 70         | —            | 15         | —          |
| Masters Edition IV                   | quattro quarti di cerchio disposti a formare una clessidra | ME4               | sconosciuto    | —                      | 10 gennaio 2011       | 269          | 80         | 72         | 105        | —            | 12         | —          |
| Vintage Masters                      | quattro quarti di cerchio disposti a formare una clessidra | VMA               | sconosciuto    | —                      | 16 giugno 2014        | 325          | 101        | 80         | 105        | 30           | —          | 9          |
| Tempest Remastered                   | quattro quarti di cerchio disposti a formare una clessidra | TPR               | sconosciuto    | —                      | 6 maggio 2015         | 269          | 101        | 80         | 53         | 15           | 20         | —          |
| Un- sets                             |                                                            |                   |                |                        |                       |              |            |            |            |              |            |            |
| Unglued                              | un uovo che si sta schiudendo                              | UGL               | —              | 7 agosto 1998          | 17 agosto 1998        | 88           | 33         | 22         | 28         | —            | 5          | —          |
| Unhinged                             | un ferro di cavallo                                        | UNH               | Unglued II     | —                      | 19 novembre 2004      | 141          | 55         | 40         | 40         | —            | 5          | 1          |
| Unstable                             | una chiave inglese                                         | UST               | —              | —                      | 8 dicembre 2017       | 268          | 97         | 90         | 61         | 15           | 5          | —          |